# Namasté

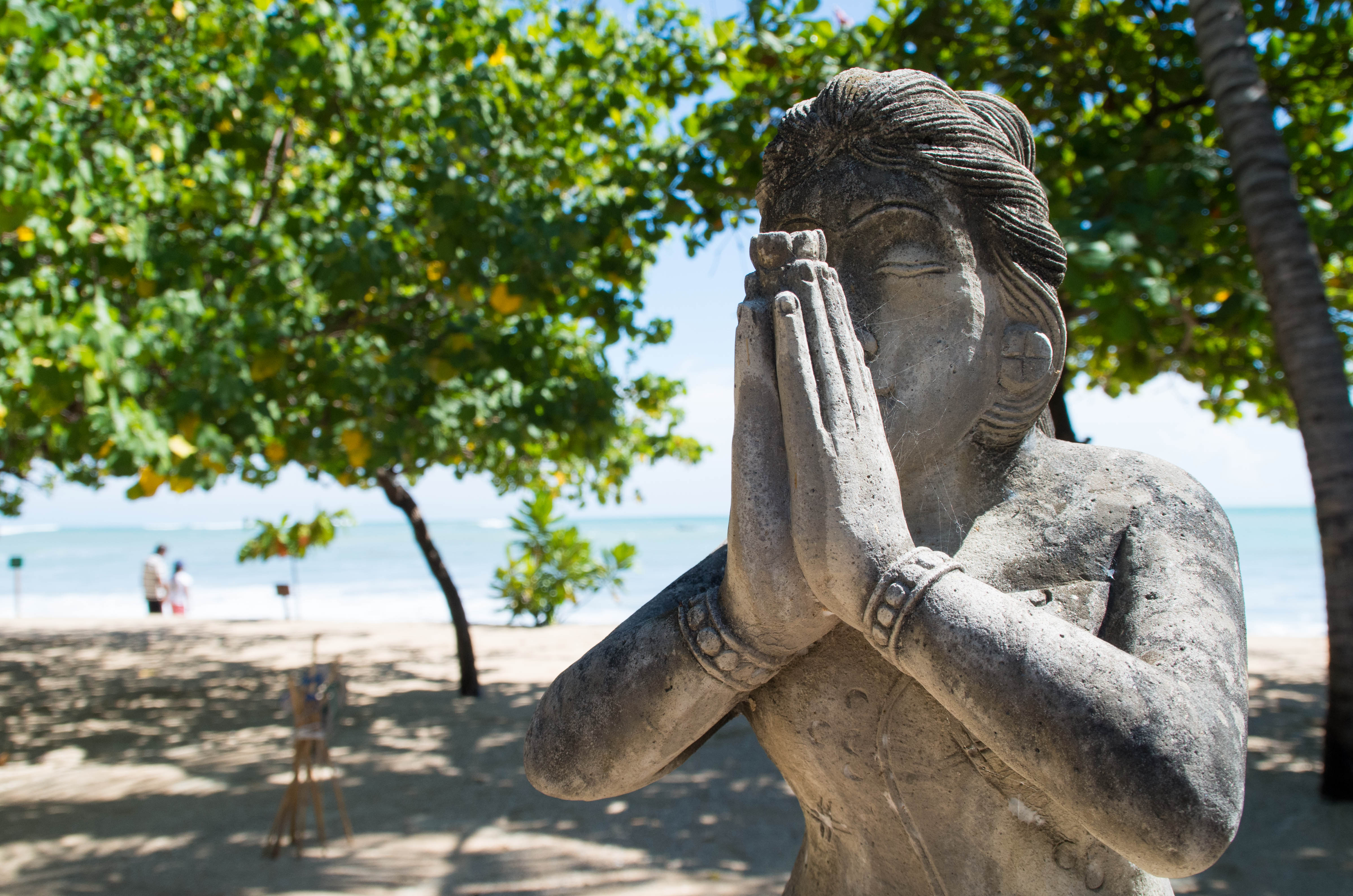
Een beeld die een namaste-gebaar maakt op Bali

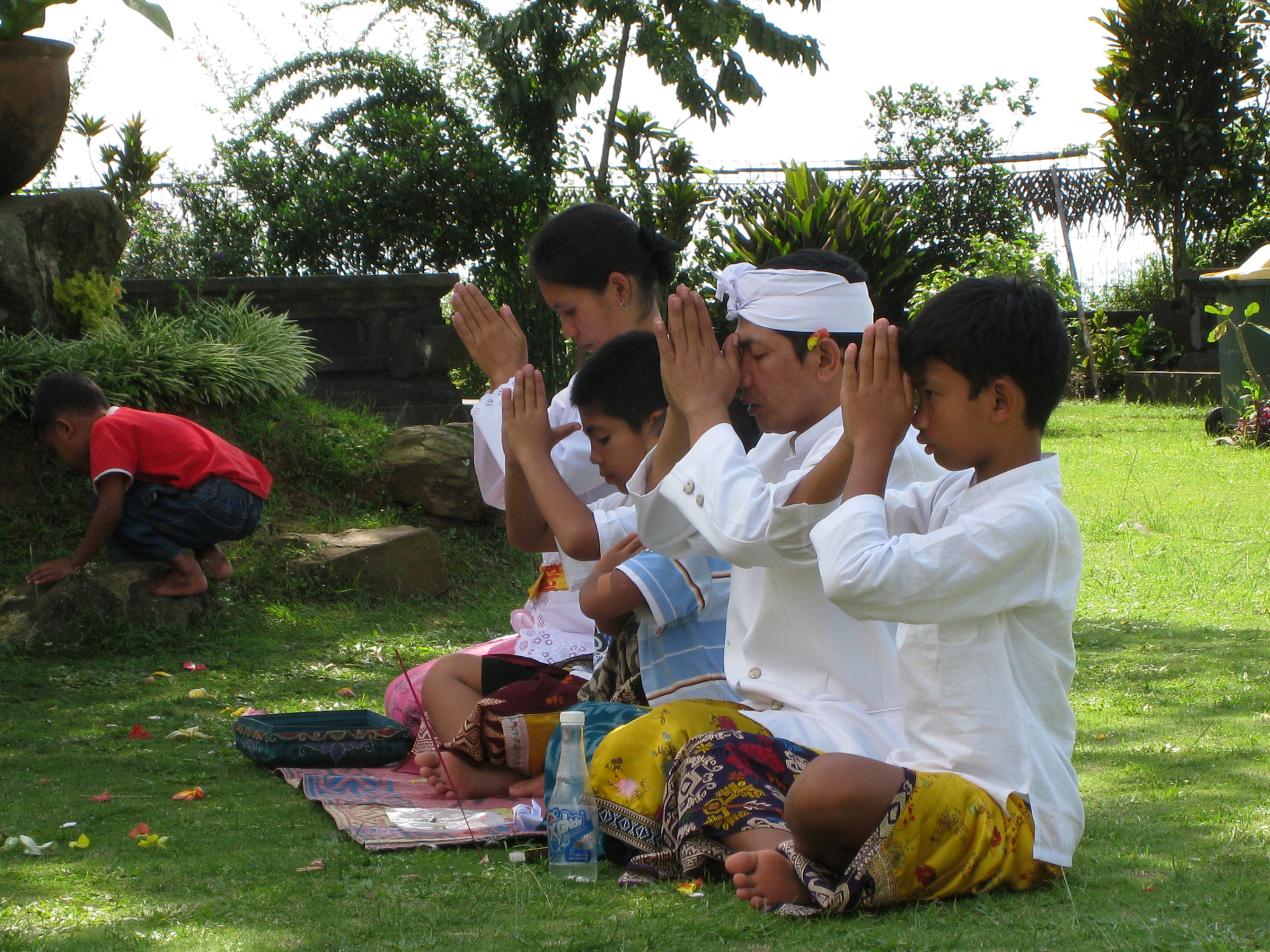
Balinese Hindoes tijdens een gebed

Namasté (Hindi: नमस्ते, Nepalees: nʌmʌsˈteː) is een groet en mudra. Het woord heeft zijn oorsprong in het Sanskriet "nam" (buigen) en betekent "ik buig voor jou".
Namasté is in India, maar ook in verschillende andere Aziatische landen, een gebruikelijk hindoeïstisch gebaar om te groeten en respect te tonen. Hierbij worden de handen tegen elkaar geduwd, de handpalmen raken elkaar, de vingers wijzen naar boven en zijn iets richting het hoofd gebogen. Hierbij wordt vaak een lichte buiging gemaakt. Bij het gebaar wordt vaak 'namasté' gezegd, maar het kan ook zonder woorden worden uitgevoerd, waarbij de betekenis gelijk blijft.
In Suriname en Nederland wordt deze begroeting voornamelijk gebruikt door volgers van de Arya Samaj. Hindoes die het Sanātana Dharma volgen groeten met Ram Ram.
Hindoes groeten met dit gebaar hun goden, maar ook elkaar. Volgens hen groeten ook de goden onderling elkaar met dit gebaar.

## Symboliek
In het tantrisch boeddhisme vertegenwoordigt de linkerhand de maan en de rechterhand de zon. Tegelijk is de linkerhand de gevende en de rechterhand de ontvangende hand. Elke vinger vertegenwoordigt een van de vijf elementen:
- de duim vertegenwoordigt de leegte;
- de wijsvinger vertegenwoordigt de lucht;
- de middelvinger vertegenwoordigt het vuur;
- de ringvinger vertegenwoordigt het water;
- de pink vertegenwoordigt de aarde.

Van de vingertoppen wordt het volgende gezegd:
- die van de duim vertegenwoordigt het inzicht;
- die van de wijsvinger vertegenwoordigt activiteit;
- die van de middelvinger vertegenwoordigt de waarneming;
- die van de ringvinger vertegenwoordigt ontvankelijkheid;
- die van de pink vertegenwoordigt de vorm.

Er wordt ook gezegd dat de rechterhand de hogere natuur voorstelt, terwijl de linkerhand de lagere natuur, het wereldlijke vertegenwoordigt. Soms wordt namasté met een groter gevoel van verering geuit door de vingers van de samengevoegde handen naar het voorhoofd te brengen, en daar de plaats van het mystieke derde oog aan te raken.
In yoga heeft de namasté mudra, ook wel het respectgebaar, de symbolische betekenis van "ik buig naar de godheid in jou". Het staat symbool voor respect. "De ziel in mij, groet de ziel in jou". Als dit in actieve zin gebruikt wordt, zegt men Namaste-ji.

## Variaties

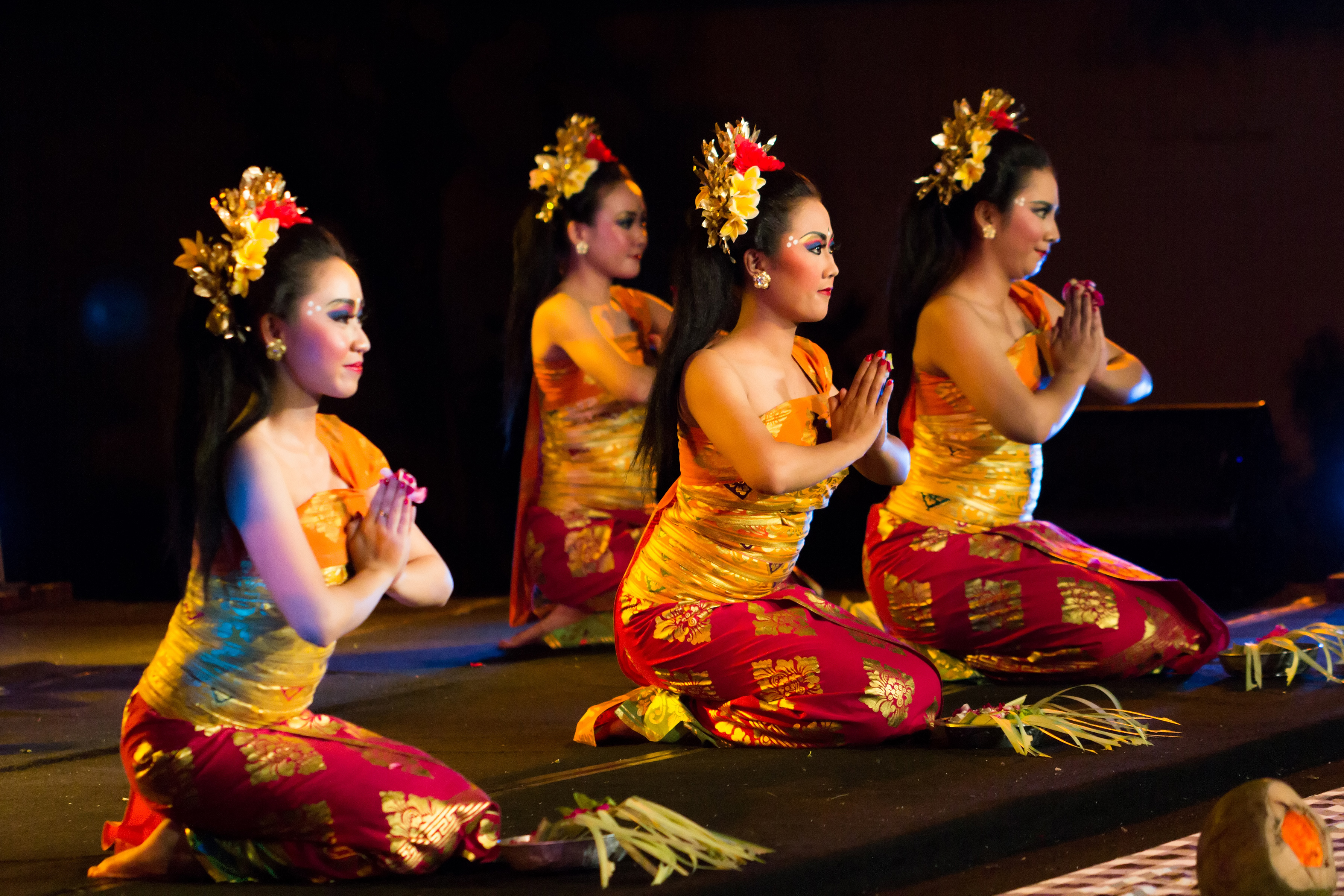
Balinese dansers begroeten met een sembah

Andere verwante begroetingen uit Zuidoost-Azië:
- Sembah (Javaans: ꦱꦼꦩ꧀ꦧꦃ) , Een Indonesische groet en gebaar van respect en eerbied, die vooral wordt gebruikt door Balinezen, Javanen, Soendanezen en Maleiers.
- Sampeah (Khmer: សំពះ), een Cambodjaanse begroeting of een manier om respect te tonen.
- Wai (Thai: ไหว้), een Thaise begroeting die zijn oorsprong in de Anjali mudra vindt.
- Mingalaba (Birmees: မင်္ဂလာပါ), een formele Birmese begroeting.